# Ferrari Dino 156F2

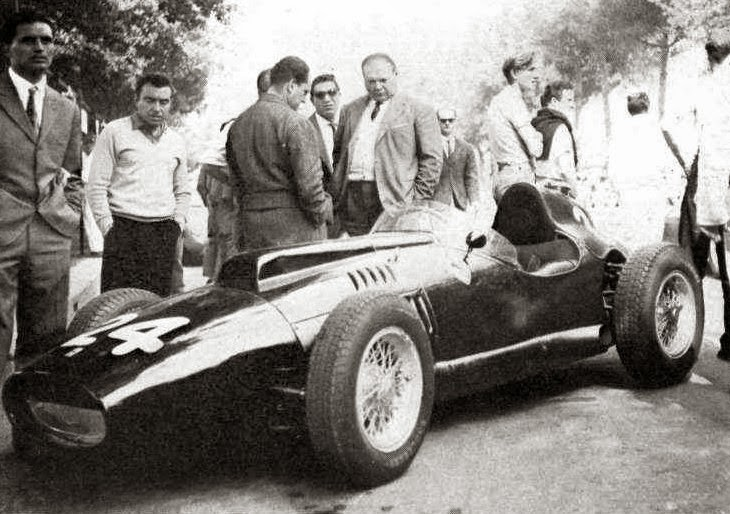
Ferrari 156F2 beim Gran Premio di Napoli 1957.

Der Ferrari Dino 156F2 war ein Formel-2-Rennwagen, gebaut und eingesetzt  von der Scuderia Ferrari.

## Entwicklungsgeschichte und Technik
Als 1957 absehbar war, dass der Ferrari 801 nicht den gewünschten Erfolg bringen werde – das Konzept des Wagens stammte aus dem Jahre 1953, als Vittorio Jano den Lancia D50 entwickelte –, widmete sich Ferrari der Entwicklung eines neuen Rennwagentyps. Der Dino 156F2, benannt nach Alfredo („Dino“), dem früh verstorbenen Sohn des Firmengründers Enzo Ferrari, war ein Formel-2-Rennwagen und der erste dieser Serie. Alfredino hatte bis zu seinem Tod gemeinsam mit Jano am Entwurf eines V6-Motors gearbeitet, der im Dino 156 zum Einsatz kam. Der Motor leistete 1957 bei 1489 cm³ 180 PS. Als 1958 Flugbenzin in der Formel 1 als Treibstoff vorgeschrieben wurde, konnte die Leistung auf 190 PS erhöht werden. 
Das Fahrwerk entsprach dem Bauplan des Ferrari 555 Supersqualo von 1955, mit Schraubenfedern vorne und einer De-Dion-Achse hinten. Der Dino 156 war ein schwerer Wagen, der starke Motor glich das Handicap des Gewichts jedoch aus. Ab dem Herbst 1957 kamen hubraumstärkere Motoren zum Einsatz, zuerst die 2,1-Liter-Maschine, später der 2,5-Liter-Motor. 1958 wurde kurz mit einem neuen Gitterrohrrahmen experimentiert, die Idee aber 1959 wieder aufgegeben.

## Renngeschichte
Im Grunde war der 156F2 die Basis für den Ferrari Dino 246F1, mit dem die Scuderia 1958 die Fahrerweltmeisterschaft gewann. Im Rennen wurde der Wagen äußerst selten eingesetzt. 1957 sah man die Dino 156F2 bei zwei Rennen und Cliff Allison fuhr den Wagen beim Großen Preis von Monaco 1959. Allison schied nach einer Kollision mit Bruce Halford und Wolfgang von Trips vorzeitig aus.